# Isaiah Firebrace
Isaiah Firebrace (Moama, 21 november 1999) is een Australisch zanger.

## Biografie
Firebrace brak door in eigen land in 2016 dankzij de Australische versie van X Factor. Zijn debuutsingle It's Gotta Be You piekte meteen op nummer 1 in de iTunes van Australië. Daarna veroverde hij ook Europa. De hoogste notering in de Nederlandse Single Top 100 was nummer 60.
Begin 2017 werd hij door de Australische openbare omroep aangewezen om zijn vaderland te vertegenwoordigen op het Eurovisiesongfestival 2017 in Oekraïne. Op 7 maart 2017 werd zijn lied Don't Come Easy officieel gepresenteerd. In de eerste halve finale kwalificeerde Firebrace zich als achtste finalist voor de finale van het songfestival. Daar haalde hij de 9de plaats.
- Bibliothèque nationale de France: cb17153354t (data)
- International Standard Name Identifier: 0000 0004 6353 9062
- MusicBrainz: 69218bf5-dce9-4dc3-bf59-5a4d690b1b68
- Virtual International Authority File: 7571150749024116420006

2015: Guy Sebastian · 
2016: Dami Im · 
2017: Isaiah · 
2018: Jessica Mauboy · 
2019: Kate Miller-Heidke · 
2021: Montaigne · 
2022: Sheldon Riley · 
2023: Voyager · 
2024: Electric Fields · 
2025: Go-Jo